# Le Palais
Le Palais település Franciaországban, Morbihan megyében. Lakosainak száma 2576 fő (2022. január 1.). Le Palais Sauzon, Locmaria és Bangor községekkel határos.

## Népesség
A település népességének változása:
| Lakosok száma | 2661 | 2389 | 2435 | 2526 | 2580 | 2579 | 2571 | 2544 | 2536 | 2576 |
|               | 1968 | 1982 | 1990 | 2006 | 2013 | 2015 | 2017 | 2019 | 2020 | 2022 |